# Velodrom

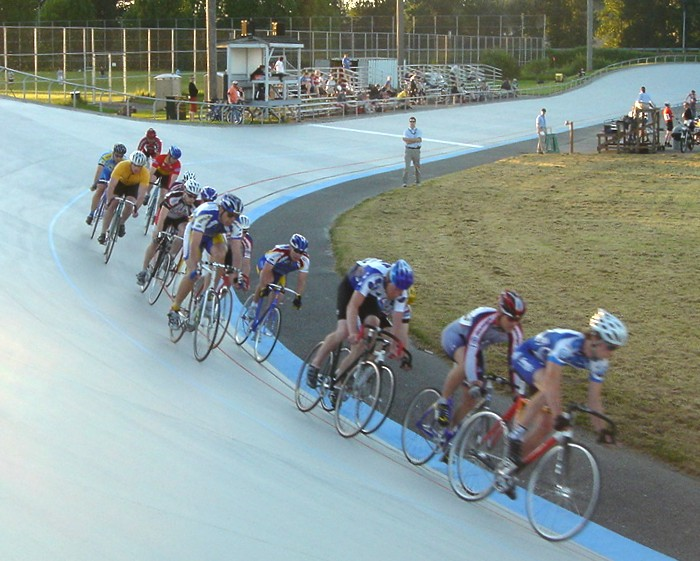
Cykeltävling i en velodrom.

Velodrom är en oval lutande (doserad) bana för tävling med bancykel. Internationellt är bancykling en vanligt förekommande sport med olika discipliner och varianter av tävlingar. Under OS i Peking tävlades det om totalt 20 olika guldmedaljer.
Banlängden skall vara sådan att en heltalsmultipel av hela eller halva varv motsvarar en kilometer med en noggrannhet på fem centimeter (ett helt antal varv skall således motsvara två kilometer) och skall vara minst 133 m och högst 500 m. Vid världsmästerskap och olympiska spel skall varvets längd vara 250 meter (UCI kan dock medge undantag för äldre velodomer som fortfarande används). Bredden på själva banan måste vara minst sju meter vid mästerskap och innanför banan måste finnas en minst fyra meter bred säkerhetszon.

## Velodromer i Sverige
Sveriges första velodrom byggdes i Malmö 1890. Därefter tillkom velodromer i Lund och Landskrona, båda 1893 samt Stockholm och Göteborg, båda 1895 (den förstnämnda revs 1910 och den i Göteborg 1916). Det fanns även en velodrom i Helsingborg som revs 1917.
På 1920-talet fanns det en velodrom i Stockholm; Hornsbergsvelodromen, som invigdes i juli 1923 och revs 1931. Den 333 1/3 meter långa cementbanan sägs ha varit en av världens främsta. Sedan dröjde det till 1977 då det byggdes en utomhusvelodrom i Trelleborg, med en innerkant på 160 meter, som används fortfarande. I februari 2010 invigdes Ya arena, en nybyggd 190 meter lång inomhusvelodrom i Falun.

## Banmarkeringar

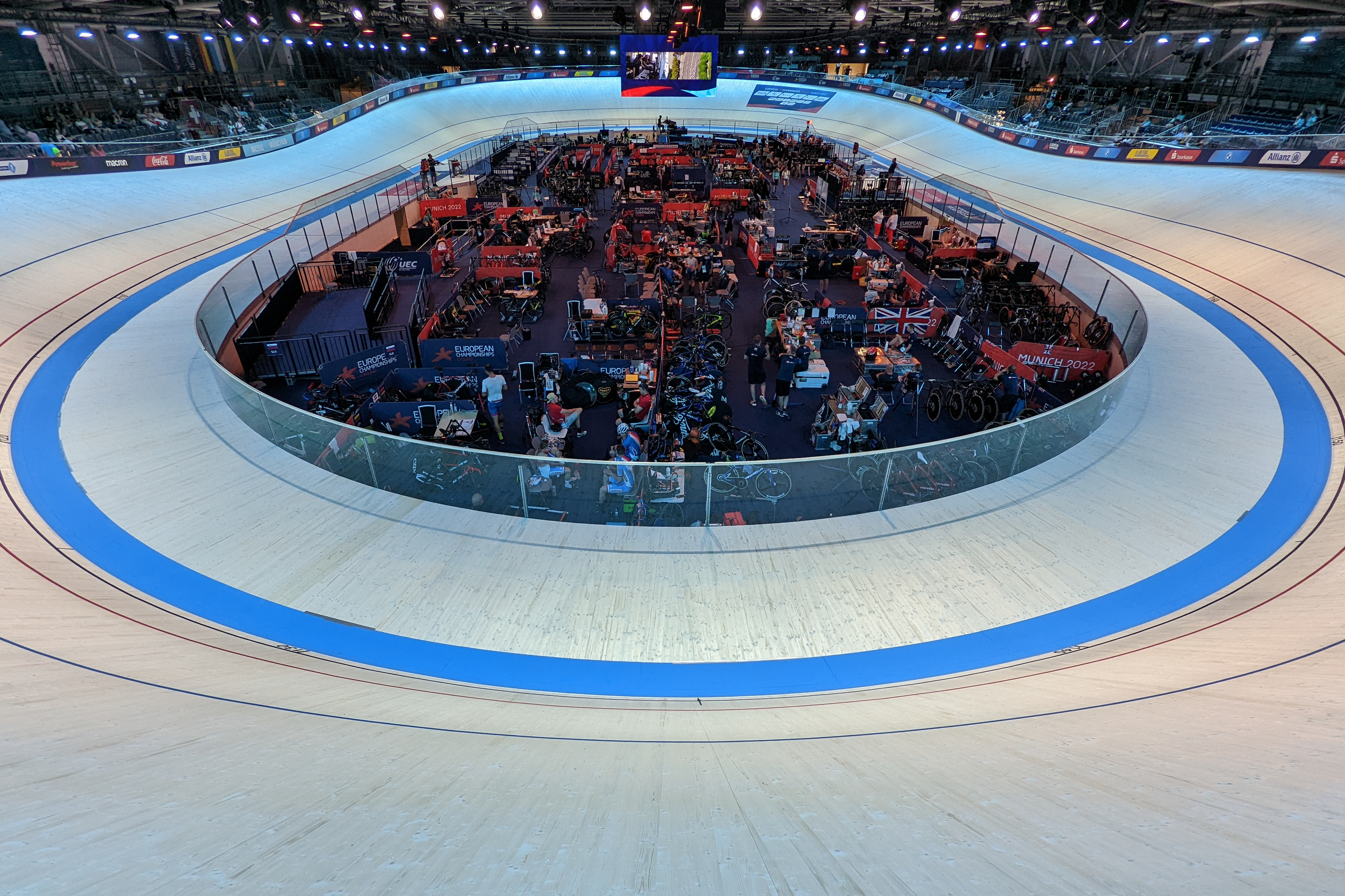
Banan på vilken EM 2022 kördes. Här ser man det ljusblå bandet längs banans insida (och därinnanför säkerhetszonen) samt de därutanför liggande svarta, röda och blå linjerna längs banan. Längst bort på högra långsidan ligger mållinjen och mitt på långsidorna de båda förföljelseloppsmålen. Eftersom denna banas längd är 200 m, finns ingen 200-meterslinje, däremot finns en 100-meterslinje vid den hitre änden av vänstra långsidan som används som startlinje för lopp på 7,5 km.

Innanför banan finns ett ljusblått område (minst 10% av banans bredd) som inte får beträdas av funktionärer på vilket man får cykla, men inte vinna fördelar genom att göra så.
Längs banan finns tre linjer:
En svart (på ljusa underlag) eller vit (på mörka underlag) linje 20 cm utanför banans innerkant längs banlängden uppmätts (mätningen gäller linjens innerkant). Vid var tionde meter finns en angivelse av längden med siffror.
En röd linje, "sprintlinjen", 85 cm utanför banans innerkant.
En blå linje, "stayerlinjen", en tredjedel (av banbredden) ut på banan från innerkanten, dock minst 2,45 m ut.
Tvärs banan finns markeringar som:
Mållinjen: en svart, fyra centimeter bred, linje i ett 72 centimeter brett fält strax före slutet av ena långsidan.
200-meterslinjen: en vit linje som markerar var det är 200 m kvar till mållinjen och från vilken tidtagning sker i sprintlopp.
Två röda linjer, en precis mitt på vardera långsidan, som markerar mållinjen för förföljelselopp. Linjen går från innerkanten halvvägs ut i banan.

## Övrigt
Velodrom kan även vara en bordshockeyfint.